# Лицо памяти
«Лицо памяти» (нем. Gesicht der Erinnerung) — телефильм немецкого кинорежиссёра Доминика Графа об  эмоциональных потрясениях главной героини, о переплетении  повседневной жизни с вечностью.

## Сюжет
Зальцбургская физиотерапевт 36-летняя Кристина (нем. Christina), бездетная одинокая женщина, двадцать лет назад была страстно влюблена в семейного человека Якоба (нем. Jacob). Они встречались втайне от его семьи, о сохранении которой он заботился. Якоб погиб в автокатастрофе по дороге на очередную встречу с Кристиной. Она винит себя в его смерти, но не только поэтому её постоянно преследуют воспоминания. Она называет их «грозой в своей голове» и регулярно общается с  психотерапевтом. Однажды после нервного срыва на танцах в ночном клубе Кристину, опоздавшую на автобус и промокшую под дождём, любезно подвёз до дома на своей машине молодой случайный знакомый по имени Патрик (нем. Patrick). Он приглашает Кристину на выступления своей музыкальной группы, посещает её сеансы физиотерапии, влюбляется. Увидев у Кристины фотографию Якоба, Патрик уверенно сказал: «Я его откуда-то знаю. Я видел его раньше». Выяснилось, что Патрик не только жил в городке, недалеко от которого 16-летняя Кристина тайно встречались с любовником, но и родился там всего через несколько дней после аварии. Кристина всё чаще стала видеть в Патрике Якоба, вторично вошедшего в её жизнь. Однако постоянные параллели начинают раздражать Патрика. Он больше не уверен, что Кристина действительно значима в его жизни. Несмотря на любовь, они расстаются, хотя мысли о Кристине его не отпускают. При посещении дома своих богатых родителей Патрик неожиданно из разговора с экономкой Анной узнаёт, что он рос болезненным ребёнком и имя его в раннем детстве было Якоб. Это склоняет его к мысли, что встречи с Кристиной таят в себе нечто большее, чем случайные совпадения. Он вновь ищет контакты с ней, но узнаёт, что после тяжёлого обморока на улице Кристина лежала в реанимации с диагнозом опухоль головного мозга. Патрик продолжает поиски  и  находит её в маленькой итальянской горной деревне в общежитии под названием «Casa di Cura», а на деле — хосписе. Дни Кристины сочтены. Зная об этом, она ещё до приезда Патрика выбрала место, где решила расстаться с жизнью. Теперь она делает это с его ведома и в его присутствии. Патрик остаётся  жить в этой деревне ещё три года, в течение которых его неоднократно тянет к «месту преступления» — крутому ущелью.

## Производство
Съёмки проходили с 17 августа по 20 сентября 2021 года в Германии (Бавария) и в Австрии (земля Зальцбург и земля Тироль).
Производством фильма занималась мюнхенская компания Lailaps Films GmbH (продюсер Нильс Дюнкер), также были задействованы «Юго-Западное радио» и «Австрийское радио». Производство было поддержано землей Зальцбург.
Оператором был Хендрик А. Клей, за звук отвечал Оливер Йергис, за звуковое оформление — Флориан Нойнхоффер и Михаэль Штехер, за кастинг — Ан Дорте Бракер. Декорации разработал Клаус Юрген Пфайффер, костюмы — Мартина Мюллер, грим — Нанни Гебхардт-Зееле и Хенни Циммер.
Роль Кристины в 36-летнем возрасте исполнила Верена Альтенбергер, а роль 16-летней Кристины — её младшая сестра Юдит Альтенбергер.
Премьера состоялась 29 июня 2022 года на Мюнхенском кинофестивале в секции «Новое немецкое телевидение». Затем фильм показали 28 августа 2022 года после церемонии награждения Верены Альтенбергер на Фестивале немецких фильмов. Впервые в программу немецкого телевидения фильм был включён 8 февраля 2023 года.

## Отклики и оценки
Райнер Титтельбах (нем. Rainer Tittelbach), член жюри премии Grimme-Preis, оценил телефильм в 5,5 из 6 звёзд, отметив подачу истории проблематичной любви в ассоциативной и достаточно радикальной манере. Визуальное оформление, монтаж и партитуру, а также игру Верены Альтенбергер он назвал выдающимися.
По словам кинокритика Кристиана Бусса (нем. Christian Buß), телефильм — «шедевр о любви, смерти и желании», который можно рассматривать как романтическую историю о призраках или как психологический метод кейсов.
Карстен Умлауф (нем. Karsten Umlauf) (SWR) назвал игру Верены Альтенбергер великолепной, музыку фильма — волшебной, «собственную жизнь камеры» — иногда немного запутанной. При этом фильм в целом он считает одним из самых красивых у Доминика Графа.
Эльмар Крекелер (нем. Elmar Krekeler) (Die Welt) согласился с высокой оценкой работы режиссёра за его использование широких возможностей показа романтической любовной драмы и назвал «Лицо памяти» лучшим фильмом 2023 года.
Кристина Дёссель  (нем. Christine Dössel) (Süddeutsche Zeitung) определяет фильм Доминика Графа как «страстную и загадочную историю любви с намёком на тайну», созданную в современной манере, в тонких атмосферных часто неожиданных образах.
Сильвия Штауде (нем. Sylvia Staude) (Frankfurter Rundschau) критикует телефильм за рассказ о любви часто меняющимися запутанными фрагментами без особых пояснений. По её мнению, он может понравиться всем тем, кто любит ассоциативные скачки мыслей и образов.
Хайке Хупертц (нем. Heike Hupertz) (Frankfurter Allgemeine Zeitung) тоже предполагает, что телезрителям, которые интересуются только сюжетом и ценят чёткие объяснения, фильм может показаться запутанным. Но странным образом актрисе Верене Альтенбергер в роли главной героини «хочется верить на слово», а режиссёр подкрепил её исполнение постановочной красотой.
Михаэль С. Бендикс (нем. Michael S. Bendix) и Йенс Хинрихсен (нем. Jens Hinrichsen) стремились найти оценочный подход,  меньше связанный с жанром фильма, а больше с его содержанием. Их общая отправная точка — режиссёр заинтересован не в том, чтобы предлагать решения, а в том, чтобы задавать вопросы. Само название  ставит в центр внимания «память», а содержание фильма затрагивает вопрос о её объективности и силе. В какой степени мы контролируем свою судьбу? Есть ли рай, в который мы можем вернуться? Это вечная духовная тема, которую Доминик Граф воплощает в своём напряжённом фильме о любви.

## Номинации и награды
Создателей фильма номинировали на разные призы на различных фестивалях.
2022 год в кино
- Мюнхенский кинофестиваль:

— Номинация на телевизионную премию Бернда Бургемайстера.
- Фестиваль немецкого кино в Людвигсхафен-ам-Райне:

— Номинация на премию киноискусства.
— Номинация на приз зрительских симпатий.
— Норберт Баумгартен стал лауреатом премии за лучший киносценарий.
— Верена Альтенбергер получила премию за актёрское мастерство.
2023 год в кино
- Фестиваль телевизионных фильмов в Баден-Бадене:

— Доминик Граф стал лауреатом премии за лучшую режиссуру телефильма.